# Силихем-терьер
Силихем-терьер (англ. sealyham terrier) — порода собак, выведенная в Уэльсе и входящая в группу терьеров.

## История породы

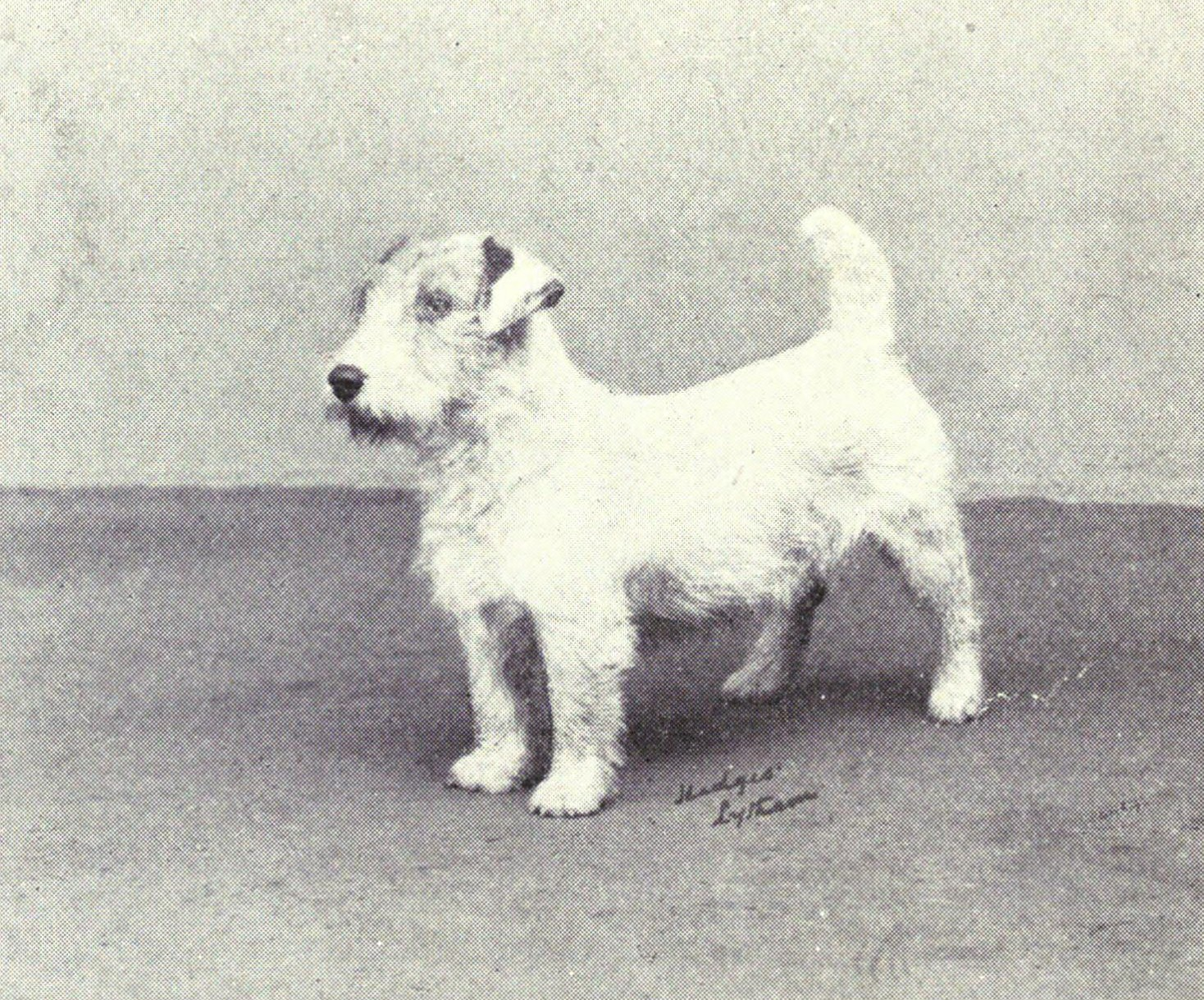
Силихем-терьер в 1915 году

Порода получила своё название от поместья Силихем в графстве Хаверфордуэст (Уэльс), принадлежавшего капитану Джону Эдвардсу. Эдвардс вывел собак, отмеченных как прекрасные добытчики мелкой дичи. Отбирая потомство по желаемым качествам, Эдвардс скрещивал денди-динмонт-терьеров, ныне исчезнувших белых английских терьеров, фокстерьеров, вест-хайленд-уайт-терьеров, вельш-корги-пемброк и вельш-корги-кардиган.
В Голливуде силихем вошел в моду среди кинозвезд. Силихемов держали режиссёр Альфред Хичкок, актеры Джин Харлоу, Кэри Грант, Элизабет Тейлор. Силихемы были также и у принцессы Маргарет — сестры ныне царствующей английской королевы.
В прошлом порода была очень распространена на Британских островах, но интерес к ней упал после запрещения охоты на барсука. В настоящее время силихем — почти исключительно собака-компаньон.
Первый клуб породы силихем-терьер был основан в 1908 году. В 1910 году порода была официально признана Кеннель-клубом. В прошлом силихем был одной из наиболее популярных пород терьеров и одной из самых популярных пород, выведенных в Уэльсе. Сегодня силихем относится к числу редких пород. Разведение породы в России началось в середине 1990-х годов. Породное поголовье насчитывает более 100 животных, зарегистрированных Российской кинологической федерацией.

## Внешний вид

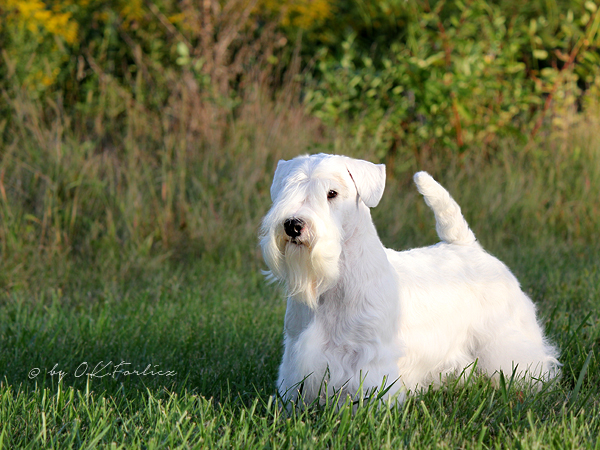

Согласно национальным стандартам, принятым в разных странах, размеры силихема могут различаться. Согласно британскому стандарту, высота силихем-терьера в холке может варьироваться в пределах 27—30,5 см. Вес кобеля 9 кг, вес сук 8,2 кг.  По стандарту, принятому АКС Американский Кеннел Клуб) высота в холке около 10,5 дюймов (26, 7 см), а вес 23-24 фунта (10.4- 10.9 кг ) для кобелей, для сук – чуть меньше. Однако размер имеет большее значение, чем вес.  Окрас белый, допускаются пятна на голове и ушах любого оттенка, но большое количество черных пятен нежелательно, как и пятна, расположенные на корпусе.

## Темперамент
Крепкая, активная, живая, смелая и отважная собака, имеет веселый, но уравновешенный характер. Силихем-терьер преданно и с любовью относится к детям. При появлении незнакомого человека подает голос. При воспитании необходима настойчивость.
Щенки силихема, как правило, очень активны. Характер взрослой собаки более уравновешенный. Поскольку порода не относится к рабочим, следует следить за рационом и весом животного, чтобы избегать ожирения.

## Уход
Шерсть силихема требует тщательного ухода. Собаку необходимо регулярно тримминговать, следя за тем, чтобы шерсть не становилась чрезмерно мягкой.